# Mîroliubivka, Bratske
Mîroliubivka (în ucraineană Миролюбівка) este localitatea de reședință a comunei Mîroliubivka din raionul Bratske, regiunea Mîkolaiiv, Ucraina.

## Demografie
Componența lingvistică a localității Mîroliubivka
     Ucraineană (92,24%)
     Română (2,87%)
     Rusă (1,72%)
Conform recensământului din 2001, majoritatea populației localității Mîroliubivka era vorbitoare de ucraineană (92,24%), existând în minoritate și vorbitori de armeană (3,16%), română (2,87%) și rusă (1,72%).